# アール・マクトゥーム・スタジアム
アール・マクトゥーム・スタジアム(アラビア語: ملعب آل مكتوم、英: Al-Maktoum Stadium)は、アラブ首長国連邦のドバイにある多目的スタジアムである。英語風にアル・マクトゥーム・スタジアムと呼ばれることもある。

## 概要
スタジアム名のアール・マクトゥームとはドバイ首長国を治めているマクトゥーム家のこと。(マクトゥーム、ムハンマドなど。)収容人数は10,750人。主にサッカーの試合に用いられ、UAEリーグに所属するアル・ナスルSCがホームスタジアムとして使用している。

## 交通アクセス
ドバイメトログリーンラインのオウド・メサ駅より徒歩約5分。